# Solidaritet
För andra betydelser, se Solidaritet (olika betydelser).
| Solidaritet |
| --- |
| - Betydelse – sammanhållning mellan människor inom en grupp - Bakgrund – solidarité (Encyclopédie, 1765), efter latinets solidum ('hela summan', 'kapitalet') - Relaterat begrepp – kollektivt handlande, solidaritetsrörelser, medkänsla |

Solidaritet syftar på sammanhållning mellan olika människor inom en grupp, klass, nation eller hela världen. Sammanhållningen syftar på att man är beredd att hjälpa varandra inom gemenskapen. Begreppets definition och betydelse kan skifta beroende på politisk eller trosuppfattning. Solidaritet är, liksom frihet, jämlikhet och rättvisa, ett centralt politiskt begrepp.

## Historik
Ordet solidaritet kommer från franskans likabehandlande solidarité, en bildning efter solidaire ('solidarisk') som i sig stammar från latinets solidum ('hela summan', 'kapitalet'). Detta ord är egentligen neutrum av solidus med betydelsen 'hel', 'gedigen', 'fast', 'enhetlig'. Ordet solidarité syntes i tryck första gången i Encyclopédie (1865).
Ordets ursprungliga användning var inom det franska rättsväsenet, för det som än idag benämns solidariskt ansvar. Det motsvarade principen "en för alla, alla för en", vilket innebar att begreppet solidaritet också kunde användas i både sociala och politiskt sammanhang.
Samhällsfilosofen Charles Fourier menade i sin bok Teorin om de fyra rörelserna och de generella ödena (1808) att den typ av utopiska småsamhällen, falangstärer, som han propagerade för utmärktes just av solidaritet. I ett sådant samhälle skulle varje människa göra sådant som var nödvändigt för allas välfärd.
Så småningom spred sig ordet till andra tanketraditioner av radikalt slag. Begreppet blev populärt från och med 1840-talet, i samband med att det också etablerade sig i andra europeiska språk som tyska (Solidarität), engelska (solidarity, från 1829) och svenska (solidaritet).

## Olika sammanhang
Internationell solidaritet är ett politiskt begrepp innebärande politisk handling såväl som handling inom förening, nätverk eller folkrörelse motiverad av solidaritet med människor som, främst i tredje världen, drabbats av krig, förtryck eller fattigdom. Begreppet förekommer numera inom grupperingar av flera olika politiska riktningar men används främst inom socialistiska eller socialliberala rörelser och humanitära hjälporganisationer.
Som juridisk term avseende ett förhållande, i synnerhet borgensman, gäldenär, eller delägare, där en gemenskap är av den arten att den ena har rätt att den andra parten fullföljer sina förpliktelser odelat. 
I socialistisk ideologi har begreppet stor betydelse och termen används frekvent, se till exempel solidarisk lönepolitik. Som socialistisk politisk term avses sammanhållning mellan grupper som anses förtryckta, i arbetarrörelsen främst de som de betecknade som arbetare.
Begreppet ska ej förväxlas med lojalitet, då etymologin för "solidaritet" anger en ekonomisk aspekt. Global solidaritet avser bekämpning av fattigdom i länder, ej gällande individer.

## Migration och solidaritet
Den brittiske nationalekonomen Paul Collier behandlar i boken Exodus. How migration is changing our world de ekonomiska och sociala följderna av migration. Han tillämpar forskning av Robert Putnam om samhällelig fragmentisering som följd av bristande socialt kapital och bristande ömsesidig tillit mellan invånarna i ett land. ”Vidmakthållet samarbete är avhängigt av tillit. Den utsträckning i vilken folk är villiga att lita på varandra varierar enormt mellan samhällen. Högtillitssamhällen är bättre på att samarbeta och har lägre transaktionskostnader eftersom de är mindre beroende av formella tvångsåtgärder. Så sociala normer spelar roll, precis som formella institutioner. De normer som är förhärskande i höginkomstsamhällen ger upphov till mycket lägre nivåer av våld mellan personer och högre nivåer av tillit än de som råder i låginkomstsamhällen.”
Migranter kommer i många fall från länder med icke-fungerande sociala modeller och föga samhälleligt och institutionellt förtroendekapital. Dessa brister tar de med till invandringsländerna och höjer därmed de sociala kostnaderna med integration.
I en artikel i The Guardian adresserar Collier frågan om vilken effekt invandring har på sammanhållningen och solidariteten i samhället: ”De viktiga effekterna av invandring är sociala och långsiktiga, inte ekonomiska och kortsiktiga. De huvudsakliga långsiktiga sociala effekterna gäller förmodligen befolkningens storlek och dess mångfald. [...] När det gäller mångfald inbegriper den en följdverkan: när den ökar så ökar variationen, men sammanhållningen minskar. Variation är bra, men tyvärr innebär minskad sammanhållning att väljarna blir mindre villiga att stödja generösa välfärdsprogram. [---] Kopplingen mellan variation och sammanhållning påverkar olika sociala grupper olika. Den unga och välbärgade medelklassen är den stora vinnaren av mångfald. I kontrast till detta är människor som är beroende av transfereringar de mest sårbara för en försvagning av sammanhållningen.” Han lyfter fram detta som en förklaring till framgången för United Kingdom Independence Party.